# الطاقة المتجددة في كندا

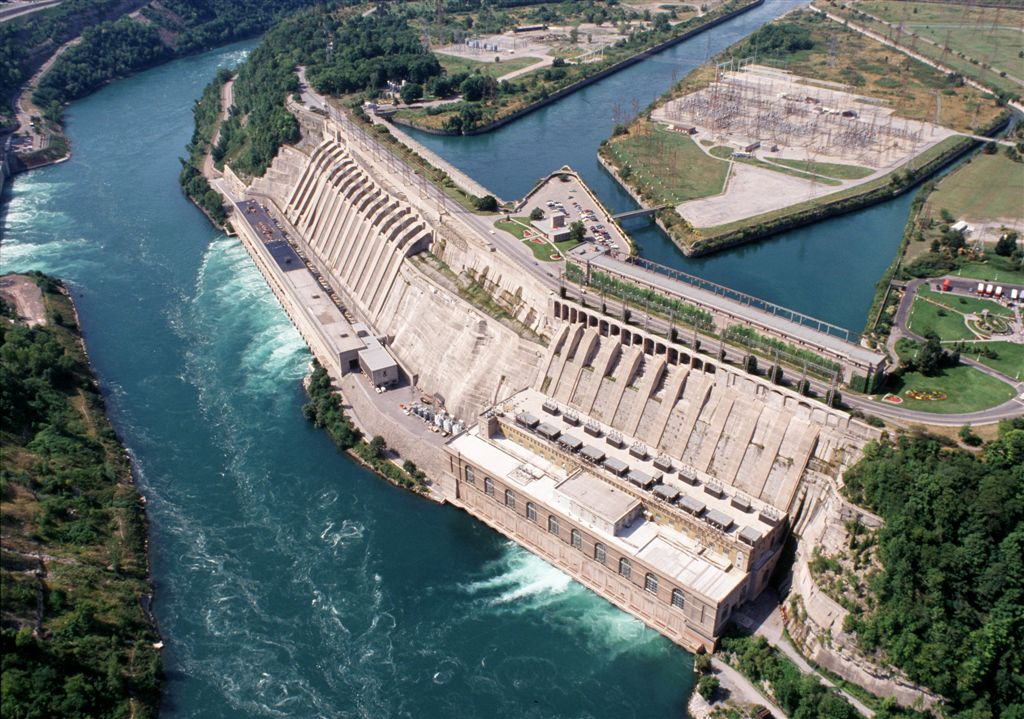
سد في كندا - تورنتوايستخدم في انتاج الطاقة الكهربائية

بحلول عام 2019، وفرت تقنيات الطاقة المتجددة نحو 17.3% من إجمالي إمدادات الطاقة الأولية في كندا. إذ وفرت مصادر الطاقة المتجددة في مجال الكهرباء إجمالي 67%، 15% منها من الطاقة النووية، و18% من الهيدروكربونات.
تأتي كندا بأغلب الطاقة المتجددة المنتجة من الطاقة الكهرومائية. وفرت كندا 58% من إجمالي إنتاج الكهرباء في عام 2016 مما جعلها ثاني أكبر منتج للطاقة الكهرمائية على الصعيد العالمي. تشكل طاقة الرياح قطاعًت سريع النمو، إذ مثلت 5% من إنتاج الكهرباء في عام 2016. على مستوى العالم، تعد كندا ثامن أكبر منتج لطاقة الرياح في عام 2016. شيدت كندا محطات طاقة كهروضوئية (مزارع شمسية)، في أونتاريو بصفة رئيسية، وكانت واحدة منها في سارنيا، والتي كانت تعد أكبر محطة من نوعها في العالم وقت إنشائها. توجد محطة توليد طاقة من المد والجزر في أنابوليس رويال بنوفا سكوشا، بقدة 15 ميغاواط، وتستخدم حركة المد على خليج فندي لتوليد الكهرباء.
بلغت مشاركة جميع الأنشطة البيئية والتقنيات النظيفة مسبة قدرها 3.1% أو 59.3 مليار دولار من الناتج المحلي الإجمالي الكندي في عام 2016، بزيادة عن نسبة 3.0%في عام 2007. كان عدد العاملين في قطاع البيئة والتكنولوجيا النظيفة في عام 2016 أعلى بنسبة 4.5% مما كان عليه في عام 2007، مقارنة بزيادة قدرها 8.4% من مجموع القوة العاملة خلال نفس الفترة.
| 2014   | 2015   | 2016   | 2017   | 2018    | 2019    | 2020    | 2021    | 2022    | 2023    | 2024    |
| 89,773 | 95,973 | 97,881 | 99,131 | 100,743 | 101,328 | 101,812 | 103,808 | 106,359 | 108,826 | 110,470 |

### الطاقة الكهرمائية
تمتلك كندا محطات توليد طاقة كهرومائية بسعة تبلغ 81 غيغاواط، ساهمت في توليد 400 تيراواط ساعي من الكهرباء في عام 2019. تستمتد كل من مقاطعات مانيتوبا وكولومبيا البريطانية ونيوفاوندلاند واللابرادور ويوكون وكيبك أكثر من 90% من طاقتها من الطاقة الكهرومائية.
في عام 2014، امتلكت كندا 542 محطة كهرومائية بسعة مركبة تبلغ 78.359 ميغاواط. توسعت الطاقة الكهرومائية في كندا حيثما سمحت الجغرافيا والبيئة المائية، ولا سيما في كيبيك التي تولد نصف الطاقة الكهرومائية المنتجة في كندا. غير أن القضايا البيئية والاجتماعية ستظل قائمة إذا لم يتم التخطيط بعناية لمشاريع الطاقة المائية المستدامة. من الأمثلة على ذلك ركود المياه، ومشكلة هجرة الأسماك، تدمير المجتمعات، خسارة المواطن الطبيعية وانقراض الأنواع الحية. في الفترة بين عامي 2005 و 2019، هيمنت الطاقة الكهرومائية على التقدم الحاصل في مصادر مصادر الطاقة المتجددة في كندا، إذ بلغت نسبة إنتاجها للكهرباء 40 ألف غيغاواط ساعي مقارنة بالرياح والطاقة الشمسية اللتان أنتجتا سويًا ما مقداره 30 ألف غيغاواط ساعي من الكهرباء.

### الطاقة الشمسية
يساهم نظام الطاقة الشمسية بما نسبته 0.51% فقط من مجموع إنتاج كندا من الطاقة المتجددة، غير أن هذا الرقم في تزايد مستمر، إذ بلغ مجموع أنظمة الطاقة الشمسية المركبة سعة تصل إلى 2662 ميغاواط في عام 2016. تختلف إمكانات أنظمة الطاقة الشمسية حول كندا، حيث تبلغ يبلغ الإشعاع الشمسي أشده في في أقصى جنوب البراري الكندي، وأدناها في المناطق الشمالية والساحلية. تشمل مكاسب استخدام الطاقة الشمسية غياب الانبعاثات الضارة وطول عمر المعدات المستخدمة (25 سنى). تشمل العيوب التي تحول دون استخدام الطاقة الشمسية البصمة البيئية العالية (طلب البشر على الطبيعة) في المناطق منخفضة الإشعاع الشمسي مما يؤدي إلى تدهور الموطن الطبيعي، وعدم القدرة على تخزين الطاقة لفترات زمنية طويلة. يصعب الاعتماد على أشعة الشمس لتوليد الكهرباء في المناطق الشمالية نظرًا لقصر ساعات النهار والغطاء السحابي في الشتاء. تقدر كلفة استعمال الطاقة الشمسية حاليًا[متى؟] بنحو 23 سنت لكل كيلواط ساعي.
تتمتع منطقة جنوب كندا بموارد وفيرة فيما يخص مجال الطاقة الشمسية، حيث توجد أكثر الموارد وفرة في جنوب ساسكاتشوان، وألبرتا، ومانيتوبا، وأونتاريو.
مع بلوغ أنظمة الطاقة الشمسية المركبة في عام 2013 ذروة قدرها 1210 ميغاواط، احتلت كندا المرتبة 15 عالميًا. لدى أونتاريو برنامج يهدف للابتعاد عن الفحم وتشجيع استخدام الموارد المتجددة، ما أدى إلى إنشاء العديد من محطات الطاقة الشمسية على مستوىً صناعي. بإمكان محطة سارنيا لتوليد الطاقة الكهروضوئية، التي تقع في سارنيا بمقاطعة أونتاريو، والتي تعمل بطاقة قدرها 97 ميغاواط، توزيد أكثر من 12 ألف منزل بالطاقة، وفي أكتوبر من العام 2010، كانت أكبر مزرعة للطاقة الشمسية في العالم. من بين المحطات الأخرى محطة آرنسبور لتوليد الطاقة الشمسية، والتي تبلغ قدرتها 23.4 ميغاواط، إضافة إلى مزرعة الطاقة الشمسية التي تبلغ قدرتها 68 ميغاواط في سو ساينت ماري.
حتى وقت قريب، تمثلت التطبيقات الرئيسية لتقنيات الطاقة الشمسية في كندا بالتدفئة المحلية، وتسخين المياه وتجفيف المحاصيل والخشب. في عام 2001، كان هناك أكثر من 12 ألف نظام للتدفئة يعمل بالطاقة الشمسية في المناطق السكنية و300 من أنظمة تسخين المياه بالطاقة الشمسية على نطاق تجاري/صناعي قيد الاستخدام. تشكل هذه الأنظمة حالًا جزءًا بسيطًا من مجمل استخدام كندا للطاقة، إلا أن بعض الدراسات الحكومية تشير إلى إمكانية توفيرها ما يقارب 5% من مجمل احتياجات البلاد من الطاقة بحلول العام 2025.[بحاجة لمصدر]
تزخر كندا بمناطق قليلة الكثافة السكانية ويصعب الوصول إليها. تستخدم خلال الطاقة الشمسية على نحو كوحدات مستقلة، معظمها منعزل عن الشبكة وتستخدم في توليد الكهرباء لتزويد المنازل البعيدة، إضافة إلى معدات الاتصالات، والمحطات النفطية ومراقبة الأنابيب، فضلًا عن أجهزة الملاحة. ازدهر سوق أنظمة الطاقة الشمسية في كندا، وتعمل الشركات الكندية على تصنيع وحدات شمسية، وأجهزة تحكم، ومضخات مياه متخصصة، وثلاجات عالية الكفاءة، وأنظمة إنارة تعمل بالطاقة الشمسية.
تلقى أنظمة الطاقة الشمسية الرواج الأكبر في المجتمعات الشمالية، التي يعتمد الكثيرون فيها على وقود الديزل عالي التكلفة لتوليد الكهرباء. منذ سبعينيات القرن العشرين، شجعت الحكومة الاتحادية والصناعة على تطوير تقنيات الطاقة الشمسية لهذه المجتمعات. ركزت بعض هذه الجهود على استخدام أنظمة هجينة توفر الطاقة على مدار 24 ساعة يوميًا، وذلك باستخدام الطاقة الشمسية عند توفر ضوء الشمس، إلى جانب مصدر آخر للطاقة.
يتوقع المجلس الوطني للطاقة في كندا أنه بحلول عام 2040، ستولد الطاقة الشمسية ما نسبته 1.2% من مجمل الطاقة الكهربائية في البلاد، في حين ستشارك الرياح نسبة 9.5%.

### طاقة الرياح
وتمثل طاقة الرياح 4.6% من إجمالي طاقة كندا المتجددة، مع وجود العديد من المواقع المثلى لطاقة الرياح في جميع أنحاء كندا، ويبلغ إجمالي طاقة الرياح المركبة 12,239 ميغاواط. لا ينتج عن توليد طاقة الرياح انبعاثات غازات دفيئة ولا يكلف الوقود. في المجتمعات الكندية النائية، لم تحقق المشاريع التي تستخدم هجينة تعمل باستخدام كل من الوقود وطاقة الرياح سوى نجاح محدود على مدى السنوات الخمس والعشرين الماضية. يرجع ذلك في الغالب إلى التكلفة الباهظة للتركيب والصيانة وإمدادات النقل المطلوبة عند توفير الطاقة للمواقع البعيدة. تعتمد المواقع المثالية للتوربينات على سرعات الرياح في المواقع التي قد تكون أو لا تكون قريبة من خط كهرباء محلي. في الحالة الأخيرة، تبرز أهمية ربط خطوط نقل الكهرباء بشبكة الكهرباء المحلية، مما يزيد التكلفة الإجمالية. تبلغ التكلفة المتوسطة الإجمالية لطاقة الرياح حوالي 13 سنت لكل كيلواط ساعي من الكهرباء.